# The Elder Scrolls IV: Shivering Isles
The Elder Scrolls IV: Shivering Isles is een Computer Role Playing Game gemaakt door Bethesda Softworks die is uitgebracht op 27 maart 2007 op de PC en Xbox 360. Het spel is een uitbreiding voor The Elder Scrolls IV: Oblivion en de plug-in Knight of the Nine. De uitbreiding zit ook standaard inbegrepen bij The Elder Scrolls IV: Game of the Year Edition voor de PlayStation 3.
De uitbreiding voegt een nieuwe eilandengroep toe aan de bekende regio Cyrodiil plus enkele kleinere toevoegingen.

## Het spel en verhaal
De controls zijn hetzelfde als Oblivion alleen er zijn: nieuwe wapens, kleding, quests( opdrachten), monsters, gebieden, dungeons(grotten), steden, dorpen enz. Het verhaal speelt zich af in de wereld van Sheogorath, The Shivering Isles, de Daedrische prins van waanzin, net zoals bij TES4 Oblivion waar de wereld Oblivion, de Dodelanden van de Daedricsche prins Mehrunes Dagon,de Prins van Destructie is. Net zo als bij de wereld Dodelanden is er een Portal in Cyrodiil (het gebied waar Oblivion zich afspeelt) waardoor je met een druk op de knop naar die wereld gaat. Het gebied waar je in speelt is kleurrijker dan de Dodelanden. Ook is het hele land anders dan het landschap van Dodelanden want er zijn rare planten en bomen die maar groeien waar ze willen. Er zijn 2 kanten in Shivering Isles, de ene ziet het er erg kleurrijk uit, Mania, de andere is somber en grijs, Dementia. Het landschap is ongeveer een kwart van de grootte van Cyrodiil.
Een nieuwe dingetje in TES4 Shivering Isles is dat je nu zelf armor en wapens kunt maken van materialen. Er zullen ook heel unieke wapens zijn zoals een zwaard dat zijn mensen die hij vermoord heeft telt en daardoor sterker wordt en een boog die een random effect heeft. Ook is er een oppermachtige staf: "the Staff of Sheogorath".

Er is ook een heel nieuwe gevangenis systeem je wordt nu als crimineel in een dungeon gegooid en moet zelf je weg naar buiten vinden en als je dat lukt krijg je jouw spullen terug en je schulden zijn afgelost. Ook wordt er op een nieuwe manier met de dood van een NPC omgegaan: Als een NPC dood gaat in het spel komt hij of zij op een begraafplaats met een grafsteen.